# Mishima Tokushichi

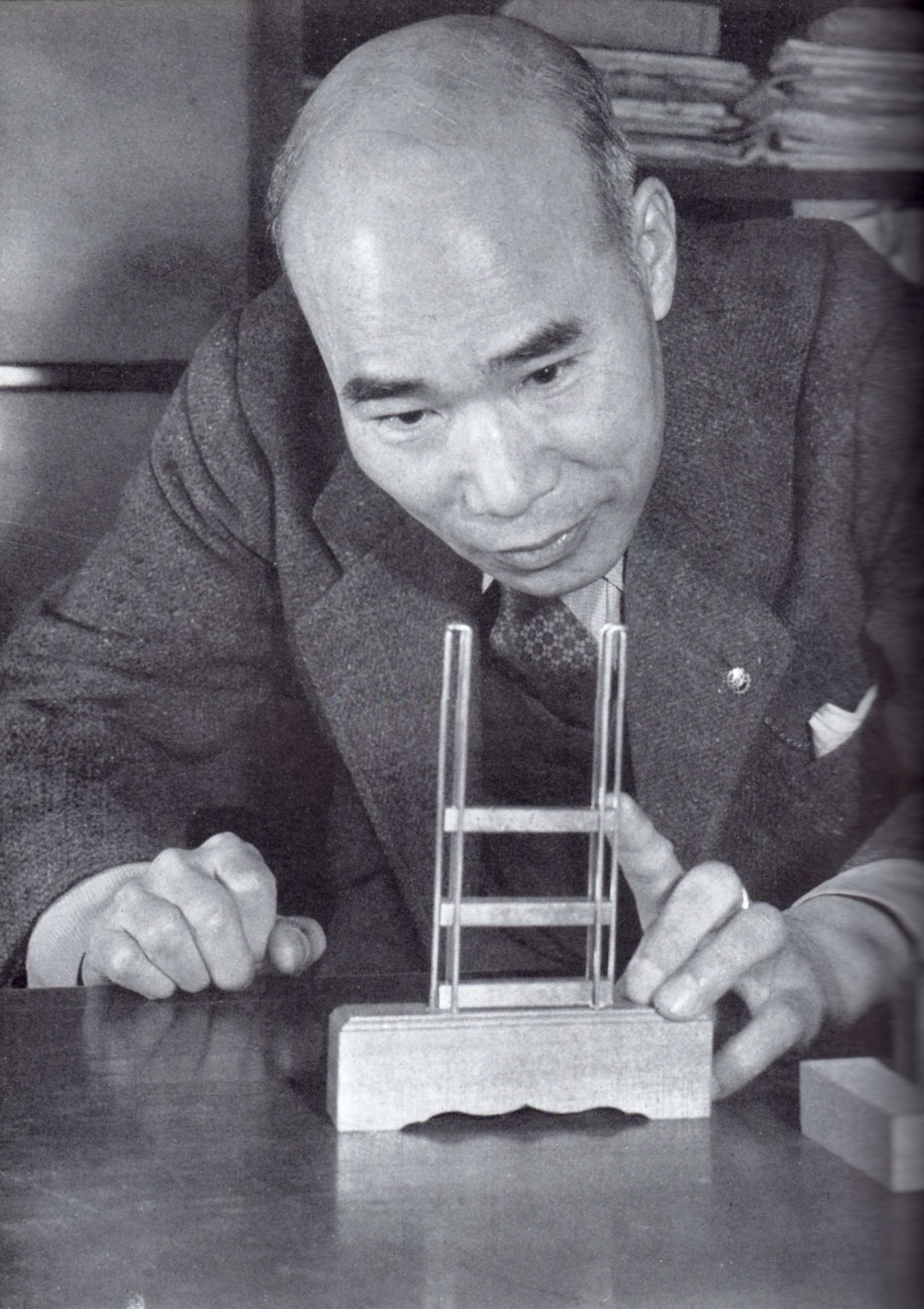
Mishima Tokushichi

Mishima Tokushichi (japanisch 三島 徳七; geboren 24. Februar 1893 in Hiroishi (広石村), Landkreis Tsuna (津名郡) (Präfektur Hyōgo); gestorben 19. November 1975) war ein japanischer Metallurg.

## Leben und Wirken
Mishima Tokushichi, der aus einer bäuerlichen Familie stammte, begann 1916 sein Studium an der Technischen Fakultät der Universität Tōkyō, das er 1920 abschloss. In dem Jahr wurde er von seinem ehemaligen Lehrer Mishima Michiyoshi (三島通良; 1866–1925) adoptiert. 1921 wurde Tokushichi Assistenzprofessor an seiner Alma Mater.
1928 fand Mishima die MK-Legierungen, stark magnetisierbare Materialien, die zur Entwicklung der Alnico-Magnete dienen, die heute in 90 % der Hifi-Lautsprecher eingesetzt werden. Seine Erfindung meldete er im Jahre 1931 erst in Japan und ein Jahr darauf in den Vereinigten Staaten zum Patent an. 1932 erhielt er den Hattori-Hōkai-Preis. Von 1940 bis 1955 war er im Direktorium des Japan Institute of Invention and Innovation (発明協会, Hatsumei kyōkai).
Bei seinem Abschied aus der Universität beim Erreichen der Altersgrenze 1953 wurde er zum „Meiyo Kyōju“ ernannt.
1945 erhielt Mishima den „Onshi-Preis“ (恩賜賞) der Akademie der Wissenschaften, 1950 folgte der Kulturorden. 1951 wurde er nachträglich als Person mit besonderen kulturellen Verdiensten geehrt.
Darüber hinaus wurde Mishima mit weiteren Preisen im In- und Ausland ausgezeichnet.